# Перший герой при дворі короля Артура
Перший герой при дворі короля Артура — комедійний фільм 1995 року.

## Сюжет
Великий чарівник середньовіччя Мерлін, не міг знати, що «Лицарі Резеди» це не шляхетний лицарський орден, а горда назва сучасної бейсбольної команди. Внаслідок цього, чарівний вихор відносить чотирнадцятирічного Келвіна, звичайного підлітка дев'яностих у часи лицарських поєдинків, принцес і чаклунів.